# تریت (آلاباما)
تریت (به انگلیسی: Threet) یک منطقهٔ مسکونی در ایالات متحده آمریکا است که در شهرستان لاودردیل، آلاباما واقع شده‌است. تریت ۱۹۵٫۹۹ متر بالاتر از سطح دریا واقع شده‌است.